# 기독교 사역
기독교 사역(Christian ministry)이란 기독교인들이 믿음을 표현하고 전파하는  대사명을 수행하는 활동이다. 기독교 백과사전은 사역을 세상에 그리스도를 전파하는 것으로 정의하며, 많은 기독교인들에게 세례를 실행하는 것을 말한다. 이것을 소명을 가진 특별한 목회자의 직책과 구별된다.
대부분의 기독교인에 의해 수행된다. 이는 특정 소명을 느끼는 특정 개인이 맡는 "목사 직분"과 구별된다. 이는 이 활동을 전체적으로 나타낼 수도 있고, 특정 활동이나 특정 활동에 전념하는 교회 내 조직을 나타낼 수도 있다. 일부 사역은 공식적으로 그렇게 식별되지만 일부 사역은 그렇지 않다. 일부 사역은 교회 회원을 대상으로 하고 일부는 비회원을 대상으로 한다.

## 같이 보기
- 기독교
- 기독교 신학
- 관계 돌봄의 신학
- 소명 친교회
- 종교의 목회
- 설교
- 예수님의 사역
- 대사명
- 노숙자 목회